# Rafsanjan
Rafsanjan este un oraș din Iran.